# بنکث
بنکث (به انگلیسی: Boncath) یک منطقهٔ مسکونی در بریتانیا است که در پمبروکشر واقع شده‌است. بنکث ۷۳۶ نفر جمعیت دارد.